# Axelled
Axelled, humeroscapularled (latin: art. humeri, art. glenohumeralis) är i människans skelett en kulled där skulderbladets (scapula) ledskål cavitas glenoidalis ledar mot överarmsbenets (humerus) huvud (caput humeri). Leden medger flexion av överarmen på 120° utan assistans från skuldergördeln vilket gör det till människokroppens mest flexibla led.
Leden stabiliseras av två distala utskott på skulderbladet, akromion (acromion) och korpnäbbsutskottet (processus coracoideus) samt av rotatorkuffens fyra muskler.
Skulderbladets ledpanna (cavitas glenoidalis) är riktad lateralt och framåt, bredare nedtill än upptill och dess vertikala diameter utgör den längsta. Dess yta är täckt med brosk. Vid dess något upphöjda kanter fäster den tunna ledläpp eller menisk (labrum glenoidale) som omger och vidgar fördjupningen. Över och under ledpannan finns två tuberkler (tuberculum infraglenoidale och tuberculum supraglenoidale); m. biceps brachiis sena fäster i den övre.
Axelleden omges av bursor (slemsäckar) som minskar friktionen: b. subacromialis, b. subcoracoideus, b. musculus subscapularis och b. subdeltoidea.